# 혁명군
혁명군(중국어 간체자: 革命军, 정체자: 革命軍)은 추용이 쓴 혁명적인 팸플릿으로 1903년 상하이시에서 장빙린의 서문과 함께 출판되었다. 이 책은 혁명의 정의와 필요성을 전파하고 만주족 통치의 퇴폐와 반동을 폭로한다. 쩌우룽은 만주족을 사악한 민족으로 공격하며 한족이 그들을 대체해야 한다고 주장한다. 이 책의 목표는 만주족 정부를 퇴위시키고 혁명적인 수단으로 중화민국을 세우는 것이었다.
1902년, 추용은 쑨원의 혁명 사상에 영향을 받아 일본으로 유학을 떠났고, 민주 혁명 투쟁에 헌신했다. 일본에 머무는 동안 쩌우룽은 '혁명군'이라는 제목의 2만 단어 이상의 책을 썼는데, 이 책에서 민주 혁명의 목적, 성격, 과제, 미래에 대해 체계적으로 설명했다.
1903년부터 혁명군은 상하이, 싱가포르, 일본, 홍콩, 미국에서 29판이 재인쇄되었고, 100만 부 이상이 배포되어 청나라 말기 혁명 서적 판매에서 1위를 차지했다.
혁명군은 중국 근대사에서 민주 사상, 공화 혁명을 체계적이고 명확하게 전파하고 민주 공화국 건설을 촉구한 최초의 작품이었으며, 중국 민주 혁명에 촉매 역할을 했다. 장스자오는 이 책을 "오늘날 국민을 위한 첫 번째 교과서"라고 칭찬했다.
존 러스트의 '혁명군: 1903년 중국 민족주의 선전물' (헤이그: 무통; 마테리오 뿌르 레튀드 드 렉스트렘-오리앙 모데른 에 콩탕포랭. 텍스트; 6, 1968)은 중국어 원문, 영어 번역본, 광범위한 서론, 그리고 상세한 주석을 제공한다.